# Даниловский мост
Дани́ловский мост — железнодорожный мост Малого кольца МЖД через Москву-реку. Первоначально назывался Алексеевским — в честь наследника престола цесаревича Алексея. Трёхпролётный и наиболее длинный из всех четырёх москворецких мостов Окружной железной дороги, с русловым отверстием в 239 м (100 саженей) и береговыми пролетами по 62 сажени. Построен последним из них — в 1905—1907 гг. — по проекту инженеров Н. А. Белелюбского и Н. А. Богуславского, о чём сообщает чугунная мемориальная доска на одном из береговых быков моста. Пролётные строения были изготовлены на Сормовском заводе. Особенностью моста было устройство пешеходного перехода по центру моста между фермами. С восточной стороны мост был оформлен по рисунку академика А. Н. Померанцева декоративным порталом с башенками, шпилями, чеканными гербами и бронзовым бюстом наследника Алексея.
В советское время был сначала переименован в Кожуховский, а затем, в 1990-х, получил нынешнее имя — Даниловский, — ибо под мостом, помимо Москвы-реки, оказалась и Новоданиловская набережная, во время постройки ещё не существовавшая, а прежний Даниловский мост был заменён мостом Автозаводским. Ныне отделяет Нагатинскую набережную от Новоданиловской.

По мосту пролегают два главных железнодорожных пути перегона Кожухово — Канатчиково. 

Алексеевский мост (1908)
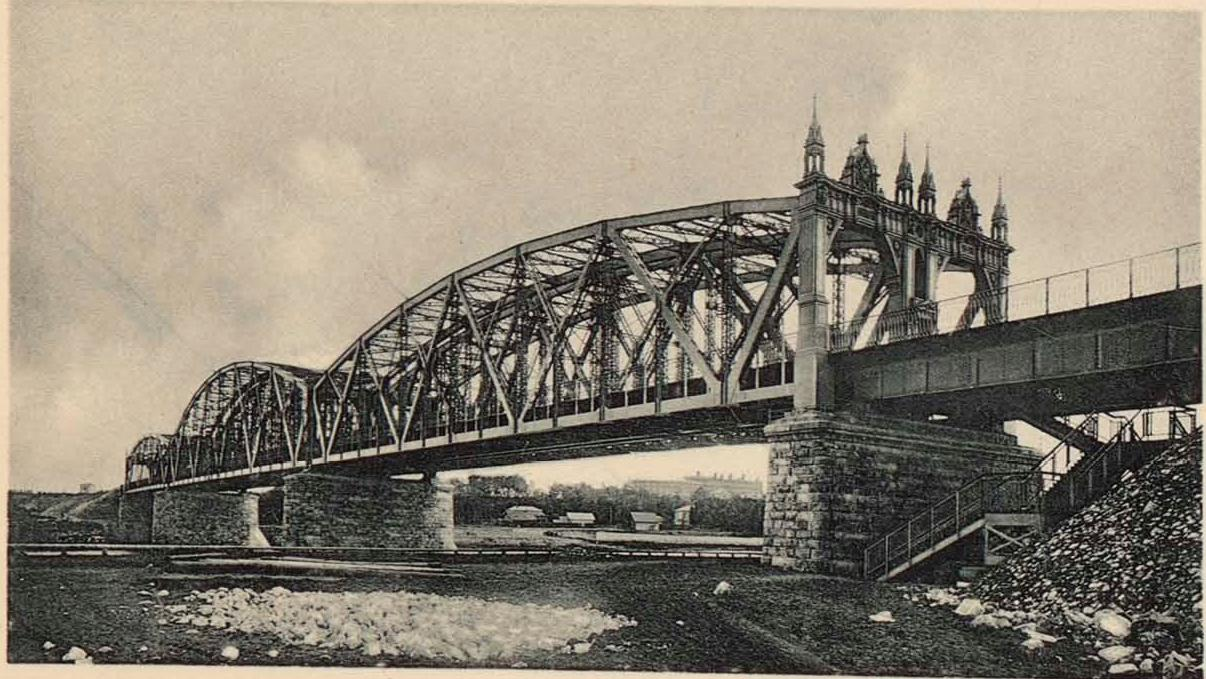
Общий вид
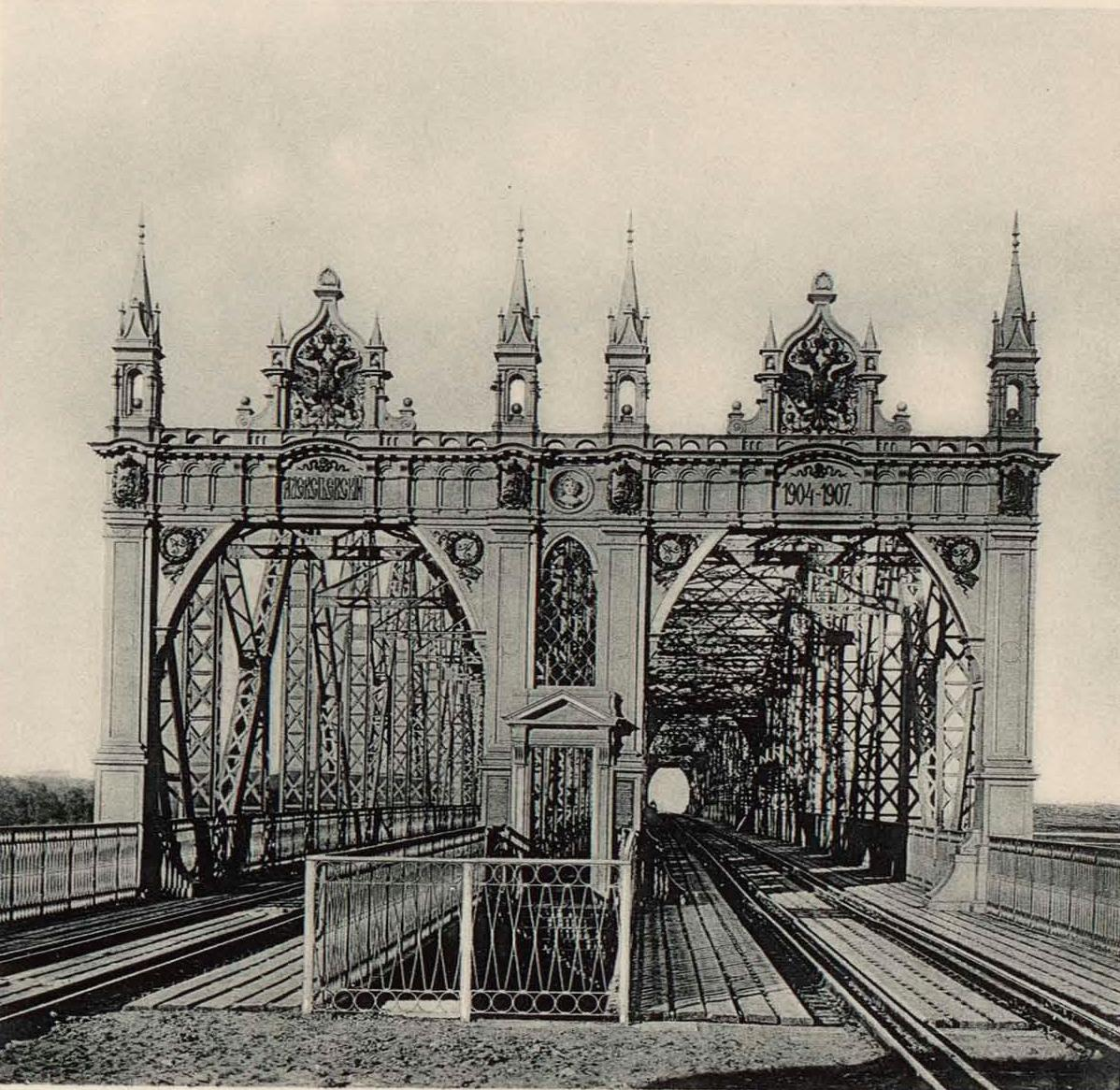
Портал

## Реконструкция
В 1998—1999 гг. мост реконструирован группой компаний «СК МОСТ» по проектам института МПС «Гипротранспуть». Фермы моста были заменены на новые. Замена пролётов проводилась с помощью плавсредств. Во время работ по реконструкции сооружения мостовики провели уникальную операцию — в районе Даниловского моста Москва-река очень узкая, и, чтобы подвести центральный 88-метровый пролёт к месту монтажа, плавсистему надо было развернуть практически на месте